# Walentyna Kowpan
Walentyna Iwaniwna Kowpan (ukrainisch Валентина Іванівна Ковпан; * 28. Februar 1950 in Petroostriw, Ukrainische SSR; vermisst seit 12. Mai 2006 in Lwiw) ist eine ehemalige sowjetische Bogenschützin.

## Karriere
Walentyna Kowpan nahm 1976 in Montreal an den Olympischen Spielen teil. Mit 2460 Punkten belegte sie hinter Luann Ryon den zweiten Rang und erhielt somit die Silbermedaille. Bei Weltmeisterschaften wurde sie mit der sowjetischen Mannschaft jeweils 1973 in Grenoble und 1975 in Interlaken Weltmeisterin, außerdem sicherte sie sich jeweils in der Einzelkonkurrenz Silber. 1973 und 1978 wurde sie sowjetische Meisterin im Einzel sowie 1970 und 1974 mit der Mannschaft. Nach ihrer aktiven Karriere arbeitete sie als Zahnärztin. Seit dem 12. Mai 2006 gilt sie als vermisst, die Polizei schloss eine missglückte Entführung nicht aus.